# Iugoslávia nos Jogos Olímpicos de Verão de 1988
A Iugoslávia participou dos Jogos Olímpicos de Verão de 1988 em Seul, na Coreia do Sul. Conquistou três medalhas de ouro, quatro de prata e cinco de bronze, somando doze no total. Ficou na décima sexta posição no ranking geral.